# Tamilparla smilacis
Tamilparla smilacis är en insektsart som beskrevs av Sadao Takagi 1987. Tamilparla smilacis ingår i släktet Tamilparla och familjen pansarsköldlöss. Inga underarter finns listade i Catalogue of Life.